# Ölbachtal mit Augustdorfer Dünenfeld

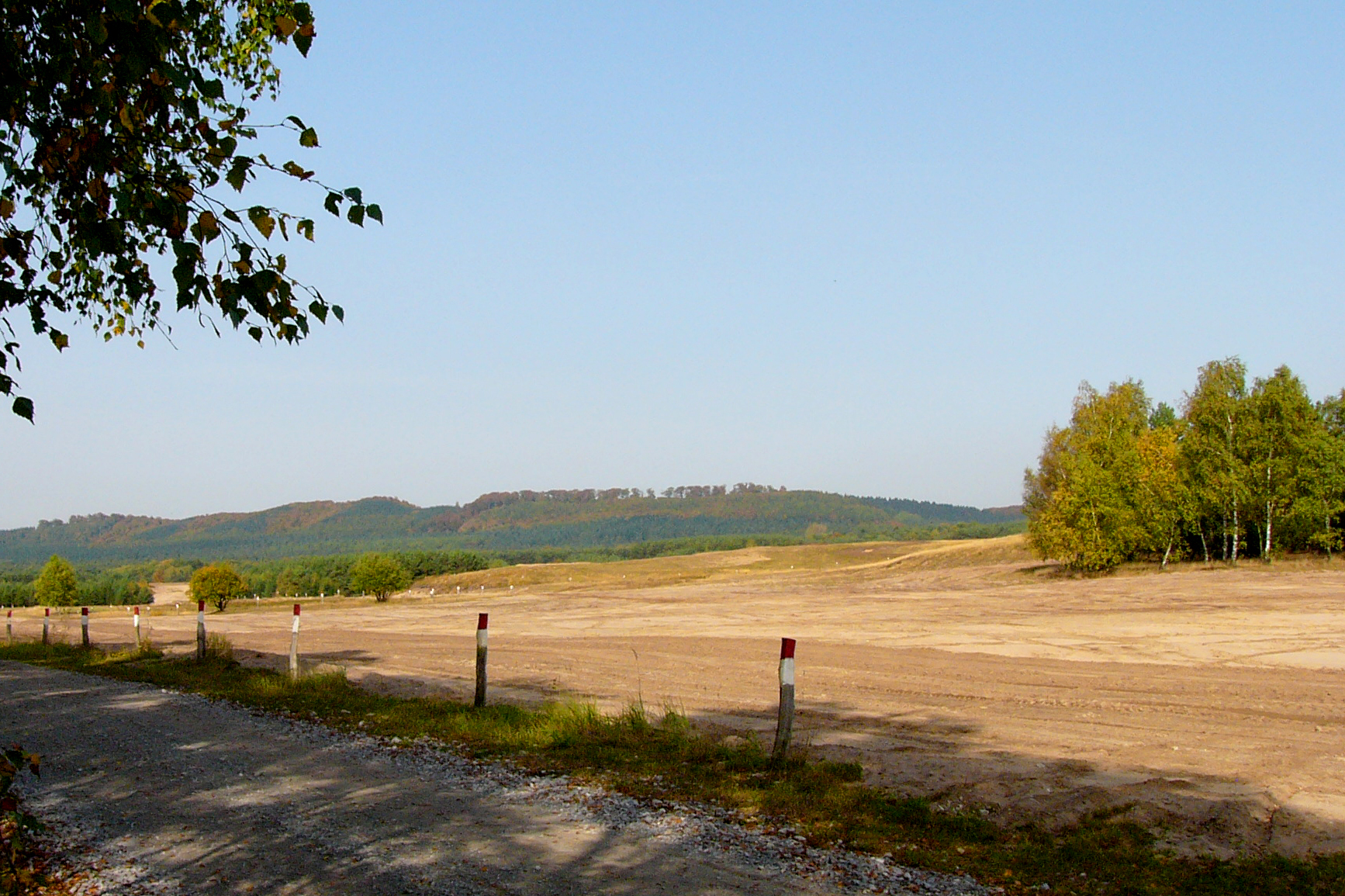
Augustdorfer Dünenfeld in der Stapellager Senne. Im Hintergrund verläuft der Teutoburger Wald

Das Ölbachtal mit Augustdorfer Dünenfeld ist ein 169 ha großes Naturschutzgebiet in der Senne in Nordrhein-Westfalen. 168 ha der Fläche, geführt mit der Objektkennung LIP-002, liegen auf den Stadt- bzw. Gemeindegebieten von Oerlinghausen und Augustdorf im Kreis Lippe, ein 1 ha großes und ausschließlich unter dem Namen Ölbachtal geführtes Teilstück mit der Objektkennung GT-027 gehört zu Schloß Holte-Stukenbrock im Kreis Gütersloh.

## Charakteristik
Die zwischen Stukenbrock und Augustdorf befindliche und sich an den Truppenübungsplatz Senne anschließende Schutzfläche ist durch das Kastental des quellnahen Ölbaches, sein sich an das Quellgebiet anschließendes Trockental sowie durch großflächige Kiefernwälder und vereinzelte offene Heide- und Sandmagerrasenflächen charakterisiert.
Eine landschaftliche Besonderheit der oberen Senne stellen die in der Schutzfläche signifikant ausgeprägten Dünenfelder dar, die zu den ältesten Binnendünen Nordwestdeutschlands zählen und auch in den benachbarten Naturschutzgebieten Moosheide und „Trockentäler, Kastentäler und Dünen des oberen Westerholter Baches“ zu finden sind. Die bis zu zwölf Meter hohen Dünenkuppen entstanden vor allem durch Windverwehungen in der Weichsel-Kaltzeit, wo der Sennesand mangels schützender Vegetationsdecke aufgewirbelt und an anderer Stelle wieder abgelagert wurde. Jüngere Dünen entstanden jedoch auch durch menschliche Einflüsse, etwa durch Waldrodung, das Anlegen von Äckern und das Plaggen von Heideflächen.
Ferner befindet sich im Gebiet eine rund sieben Hektar große ehemalige Sandgrube, die bis zum Jahr 1975 wirtschaftlich genutzt und inzwischen renaturiert wurde. Infolge der nur flachen Sandabgrabungen ist in diesem Bereich eine Vielzahl kleiner Flachgewässer und Feuchtflächen entstanden.

## Flora und Fauna

### Flora
In den Sandflächen des Dünenfeldes finden sich mit Heidekraut bewachsene Sand- und Zwergstrauchheiden, naturnahe mit Kiefern, Eichen und Birken bestandene Waldstücke, aber auch verödete Kiefern-Stangenhölzer. Die Umgebungsvegetation der Ölbachquellen enthält zudem Bestände von Traubenkirschen, Faulbaum und Adlerfarn.
In den vernässten und nährstoffarmen Bereichen des Schutzgebietes sowie im Umfeld der Ölbachquellen finden sich verschiedene und mitunter seltene Arten von Torfmoosen, unter anderem konnten die Arten Spieß-Torfmoos, Trügerisches Torfmoos, Sumpf-Torfmoos und Warziges Torfmoos nachgewiesen werden.
Am Rande der Kleingewässer im Bereich der ehemaligen Sandgrube gelang darüber hinaus auch der Nachweis des rundblättrigen Sonnentaus.

### Fauna
Die offenen Sandmagerrasen- und Heideflächen des Dünenfeldes sind Lebensraum zahlreicher auf diesen Landschaftstyp spezialisierter Insektenarten; hierzu zählen der Ameisenlöwe, die Heidekraut-Bunteule oder das Dunkle Grünwidderchen sowie mit der Feldgrille, der Gefleckten Keulenschrecke, dem Heidegrashüpfer und dem Verkannten Grashüpfer auch einige an die Heidelandschaft angepasste Heuschreckenarten. Als Reptilienart kommt die Zauneidechse im Schutzgebiet vor. Im Bereich der ehemaligen Sandgrube findet sich eine Vielzahl von Amphibien, unter anderem ist die Kreuzkröte heimisch.
Zu den besonderen Arten der Avifauna im Schutzgebiet zählt und die Heidelerche, die im Dünenfeld als Brutvogel nachgewiesen werden konnte.